# Cyrill Daal
Cyrill Richard Duncan Daal (29 de mayo de 1936 - 8 de diciembre de 1982) fue un dirigente sindical de Surinam. Fue uno de los quince opositores al régimen de Desi Bouterse que fueron asesinados durante los Asesinatos de Diciembre.

## Biografía
Daal comenzó como gerente de un sindicato en la Netherland Indies Gas Company y posteriormente se convirtió en secretario de la "Unión Madre", el sindicato más grande de Surinam. El 30 de octubre de 1972, fue elegido presidente del sindicato. Bajo su presidencia, el sindicato se opuso firmemente al Golpe de los Sargentos liderado por Dési Bouterse en 1980. Cuando Bouterse recibió a Maurice Bishop, Primer Ministro de Granada, el 30 de octubre de ese año, Daal convocó a una huelga. El avión de Bishop tuvo que aterrizar en la oscuridad, y la cena que Bouterse había organizado para su invitado se realizó a la luz de las velas, porque la compañía de electricidad se paralizó. Al día siguiente, tuvieron lugar dos reuniones masivas; una de los militares y una de la Unión Madre. Los militares habían asegurado el transporte público gratuito para que su reunión, con Bishop como invitado de honor, fuese visitada por muchas personas.
Sin embargo, este medio de transporte público gratuito fue utilizado por los partidarios de la Unión Madre para asistir a la reunión de su sindicato. La reunión sindical atrajo a diez veces más personas que la reunión de los militares. Bishop estaba furioso y pensó que Bouterse era demasiado blando. Bouterse se sintió humillado por Daal frente a Bishop.
En las semanas siguientes, el segundo hombre de Bouterse, Roy Horb, intentó llegar a un acuerdo con Daal y André Haakmat. Pero en la tarde del 8 de diciembre, Daal fue arrestado y llevado al Fuerte Zeelandia, donde más opositores al régimen ya estaban detenidos. Daal fue llevado a la oficina de Bouterse junto con Surendre Rambocus, Jiwansingh Sheombar, Jozef Slagveer y  André Kamperveen. Allí, se habría arrodillado para suplicarle por su vida a Bouterse, y luego habría sido castrado, ya que Bouterse no consideraba que esta actitud fuese masculina. Después de eso, habría sido acribillado con docenas de balas, al igual que las otras víctimas de los asesinatos de diciembre. Según relatos de testigos presenciales, también fue torturado en todo su cuerpo y su rostro mostraba cicatrices físicas producidas por colillas de cigarrillos. Daal está enterrado en el cementerio Annetta's Hof en Paramaribo. La Unión Madre colocó un gran monumento en su tumba. Hay una estatua de Daal frente al edificio de la Unión Madre.
El 23 de marzo de 2012, Ruben Rozendaal, uno de los 25 sospechosos en el juicio penal por los hechos, declaró bajo juramento ante la corte marcial que Bouterse había disparado personalmente a Daal y Surendre Rambocus.